# Dorfkirche Rießen

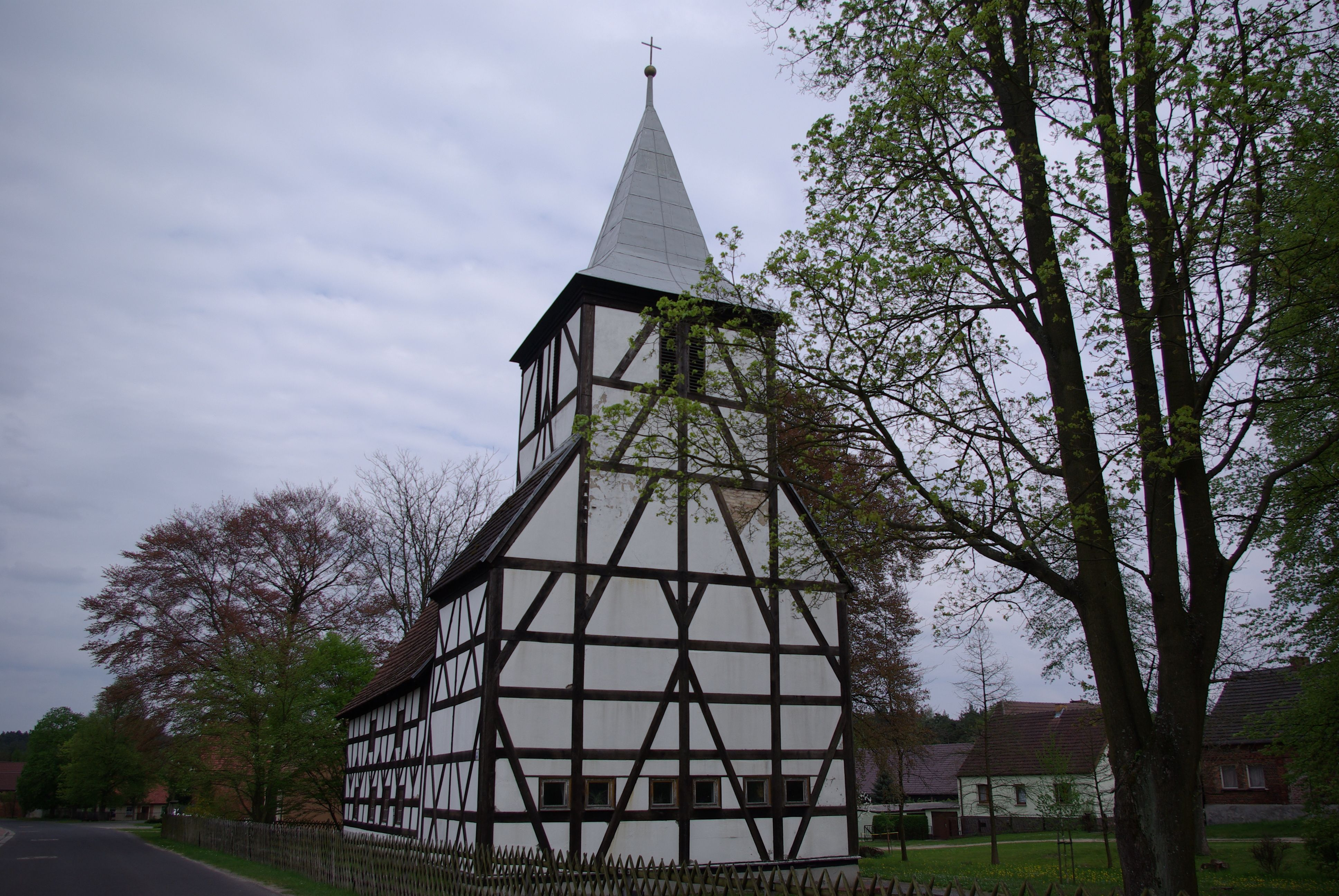
Dorfkirche Rießen

Die evangelische, denkmalgeschützte Dorfkirche Rießen steht in Rießen, einem Ortsteil der Gemeinde Siehdichum im Landkreis Oder-Spree in Brandenburg. Die Kirche gehört zum Kirchenkreis Oderland-Spree der Evangelischen Kirche Berlin-Brandenburg-schlesische Oberlausitz.

## Beschreibung
Das Langhaus der Fachwerkkirche mit einem Fünfachtelschluss im Osten wurde Ende des 16. Jahrhunderts erbaut. Der querrechteckige Kirchturm in Breite des Langhauses wurde 1680 nach Westen angefügt. Er verjüngt sich zu einem quadratischen Geschoss, das hinter den Klangarkaden den Glockenstuhl beherbergt, und auf dem ein vierseitiger Knickhelm sitzt. Das Holzfachwerk musste 1981–83 verstärkt werden.
Der Innenraum, der Emporen an allen vier Seiten hat, ist mit einem Muldengewölbe überspannt. Das von Säulen gerahmte Altarretabel zeigt eine Kreuzigungsgruppe. Auf der Predella des Altars befindet sich ein Bild des Abendmahls. Auf der Brüstung der 1627 gebauten Kanzel sind Christus und drei der vier Evangelisten dargestellt. Die Orgel wurde 1780 von Johann George Gast gebaut.